# Polystichum pseudotsus-simense
Polystichum pseudotsus-simense är en träjonväxtart som beskrevs av Ren-Chang Ching. Polystichum pseudotsus-simense ingår i släktet Polystichum och familjen Dryopteridaceae. Inga underarter finns listade.